# Jouko Lehtola
Jouko Antero Lehtola, född 15 augusti 1963 i Helsingfors, död där 11 september 2010, var en finländsk foto- och videokonstnär.
Lehtola studerade vid Fria konstskolan och Konstindustriella högskolan 1983–1986. Han blev konstmagister 1986 och höll sin första utställning samma år. Han blev känd för sin fotokonst i vilken han behandlade aktuella teman och dokumenterade verkligheten och problemen i det samtida finländska samhället. Under senare hälften av 1990-talet tog han bland annat situations- och personbilder på dansbanor och rockfestivaler samt fotograferade ungdomar som levde rövare på Helsingfors gator.
Lehtola övergick därefter till en analytisk granskning av kulturen och samhället i Finland genom att koncentrera sig på platser, landskap och bebyggda miljöer med spår av mänsklig verksamhet. På sin utställning Finnish View – Fragments of Our Time i Helsingfors konsthall 2003 visade han inemot 60 färgfotografier i olika serier, bland annat av krockade bilar, soplådor, inskrifter på väggarna i polishäktet i Böle och fängelset på Skatudden. Han skildrade även skärgården och olika slag av finländska drömmar, till exempel i form av villor på bostadsmässorna. Han undervisade vid Lahtis designinstitut sedan 1998, Åbo konstakademi sedan 1998, Konstindustriella högskolan sedan 1999 och Bildkonstakademin sedan 2002.
Lehtola diagnosticerades för levercancer 2008 och avled vid 47 års ålder.